# アレクサンドレ・レジャヴァ (遺伝学者)
アレクサンドレ・レジャヴァ（グルジア語: ალექსანდრე ლეჟავა、グルジア語ラテン翻字: Aleksandre Lezhava、1965年 – ）は、ジョージアの分子生物学者、遺伝学者、微生物学者。分子診断およびゲノム科学を専門分野とする。

## 経歴
1965年にジョージアのトビリシで誕生。1983年にトビリシ国立大学医学部に入り、遺伝学を学んだ。1990年に理学修士号を取得すると、ソビエト連邦の崩壊直後の1991年に広島大学へ留学。1996年、広島大学工学部発酵学科で博士号を取得。1996年から1997年までトビリシ国立大学生物学部教員。1997年から1999年まで米オハイオ州立大学微生物学部博士研究員。
1999年以降、日本の食品総合研究所で研究員（1999年–2002年）、理化学研究所発のベンチャー企業「ダナフォーム」で研究員（2002年–2006年）を務め、2006年1月に茨城県つくば市の理化学研究所に入所。研究員を経て、LSA要素技術開発ユニット・上級研究員（2008年度–2009年度）、企業連携グループ・上級研究員（2010年度）、ゲノム科学総合研究センター・専任研究員（2010年度）、オミックス機能研究ユニット・ユニットリーダー（2010年10月–2011年10月）などを務め、遺伝子解析を手がけた。また横浜市立大学医学研究科臨床研究客員教授（2010年6月–2011年10月）も務めた。
2011年からはシンガポールの分子診断企業 Dx Assays に勤務（2011年11月–2013年6月）。その後2013年8月、シンガポール科学技術研究庁 (A*STAR) のゲノム研究所 (GIS) に入り、分子臨床診断部を統括。
2016年10月から2021年8月までA*STARのPOLARISプログラム局長、2021年8月からGIS上級局長。

## 業績
2020年までに50以上の学術論文を発表し、数多くの特許を取得。
理化学研究所時代の2008年から2010年にかけては、基盤研究『高感度・高S/N比の座位別増幅型多色SNP検出技術の開発』について研究代表者として19,630千円の科学研究費の配分を受けた。この研究においてレジャヴァは、新しいSmartAmp法の遺伝子検出について開発した。

## 私生活
英語、日本語、ロシア語の知識を有する。
父親は遺伝学者のテイムラズ・レジャバ。息子が2人いる（長男テイムラズ、次男ニコロズ）。
2019年8月に長男テイムラズ（現・ジョージア駐日特命全権大使）の少年時代を描いた日本語の小説『手中のハンドボール』を牧歌舎から自費出版した。この小説は自伝的な要素を含んでおり、アレクサンドレ・レジャヴァが日本に留学し、研究生活を送っていた当時を述べたものである。息子2人（テイムラズ、ニコロズ）の視点や逸話も盛り込まれている。主人公のテムカは、息子たちをモデルにした架空の人物であり、日本の学校制度の中で成長し、文化的な違いを乗り越えていく姿が描かれている。

## 賞・栄誉
- 2007年 - 鈴木謙三記念医科学応用研究財団助成金受賞[14]
- 2008年 - トビリシ中央大学診療所客員教授[6]
- 2009年 - 理化学研究所理事長感謝状[6]